# Рок (округ, Міннесота)
Шаблон:StateAbbr_ 43°40′ пн. ш. 96°15′ зх. д. / 43.67° пн. ш. 96.25° зх. д.
Округ Рок (англ. Rock County) — округ (графство) у штаті Міннесота, США. Ідентифікатор округу 27133.

## Історія
Округ утворений 1857 року.

## Демографія
За даними перепису
2000 року
загальне населення округу становило 9721 осіб, зокрема міського населення було 4491, а сільського — 5230.
Серед мешканців округу чоловіків було 4802, а жінок — 4919. В окрузі було 3843 домогосподарства, 2707 родин, які мешкали в 4137 будинках.
Середній розмір родини становив 3,01.
Віковий розподіл населення поданий у таблиці:
| Стать    | До 15 років | 15-21 | 22-29 | 30-39 | 40-49 | 50-65 | 65-85 | Понад 85 |
| -------- | ----------- | ----- | ----- | ----- | ----- | ----- | ----- | -------- |
| Чоловіки | 1073        | 510   | 374   | 556   | 703   | 739   | 742   | 105      |
| Жінки    | 967         | 458   | 359   | 581   | 685   | 732   | 930   | 207      |

## Виноски
1. ↑  US Decennial Census. US Census Bureau. Процитовано 24 жовтня 2014.
2. ↑  Historical Census Browser. University of Virginia Library. Архів оригіналу за 11 серпня 2012. Процитовано 24 жовтня 2014.
3. ↑  Population of Counties by Decennial Census: 1900 to 1990. US Census Bureau. Процитовано 24 жовтня 2014.
4. ↑  Census 2000 PHC-T-4. Ranking Tables for Counties: 1990 and 2000 (PDF). US Census Bureau. Процитовано 24 жовтня 2014.
5. ↑  State & County QuickFacts. Бюро перепису населення США. Архів оригіналу за 7 червня 2011. Процитовано 1 вересня 2013.(англ.) Наведено за англійською вікіпедією.
6. ↑  American FactFinder. Бюро перепису населення США. Архів оригіналу за 26 лютого 2012. Процитовано 31 січня 2008.

| США | Це незавершена стаття з географії США. Ви можете допомогти проєкту, виправивши або дописавши її. |